# Урицкий район (Ленинградская область)
Ури́цкий райо́н — административно-территориальная единица в составе Ленинградской области, существовавшая с 1927 по 1930 год.
Административный центр — город Урицк.
Площадь территории — 611 км². Население — 59 152 чел. (1926 год).

## Образование района
Урицкий район образован 1 августа 1927 года одновременно с образованием Ленинградской области. В состав района были включены следующие административные единицы упразднённой одновременно Ленинградской губернии:
а) из Ленинградского уезда:
- Урицкая волость — полностью (7 сельсоветов);

б) из Троцкого уезда:
- Стрельнинская волость — полностью (10 сельсоветов);
- из Красносельской волости — сельсоветы Равенства, Братства, Свободы, Гражданства, Дудергофский, Лаголовский, Нурколовский;
- из Ропшинской волости — Кипенский, Ропшинский, Русско-Высоцкий и Чухонско-Высоцкий сельсоветы[2].

Первоначально Урицкий район был включён в состав Ленинградского округа. После ликвидации округов (постановление ЦИК и СНК СССР от 23 июля 1930 года) район был подчинён непосредственно областным органам.

## Административное деление
На момент образования в состав района входило 28 сельсоветов:
- Братства
- Вологодско-Ямской
- Володарский (поселковый)
- Заводский
- Ижорско-Знаменский
- Красненский
- Ленинский
- Мишинский
- Равенства
- Гражданства
- Дудергофский
- Кипенский
- Купчинский
- Лаголовский
- Лиговский
- Нурколовский
- Пигилевский
- Разбегаевский
- Ропшинский
- Русско-Высоцкий
- Свободы
- Среднерогатский
- Старопановский
- Стрельнинский (поселковый)
- Урицкий
- Шунгоровский
- Чухонско-Высоцкий
- Ямолайзинский

## Упразднение района
Район был упразднён постановлением Президиума ВЦИК от 10 октября 1930 года, его территория передана в состав одновременно образованного Ленинградского Пригородного района. В 1936 году примерно в границах бывшего Урицкого района был образован Красносельский район, просуществовавший до 1955 года. В настоящее время восточная часть территории бывшего Урицкого района входит в городскую черту Санкт-Петербурга, западная часть — в состав Ломоносовского района Ленинградской области.